# Reijntjesveld

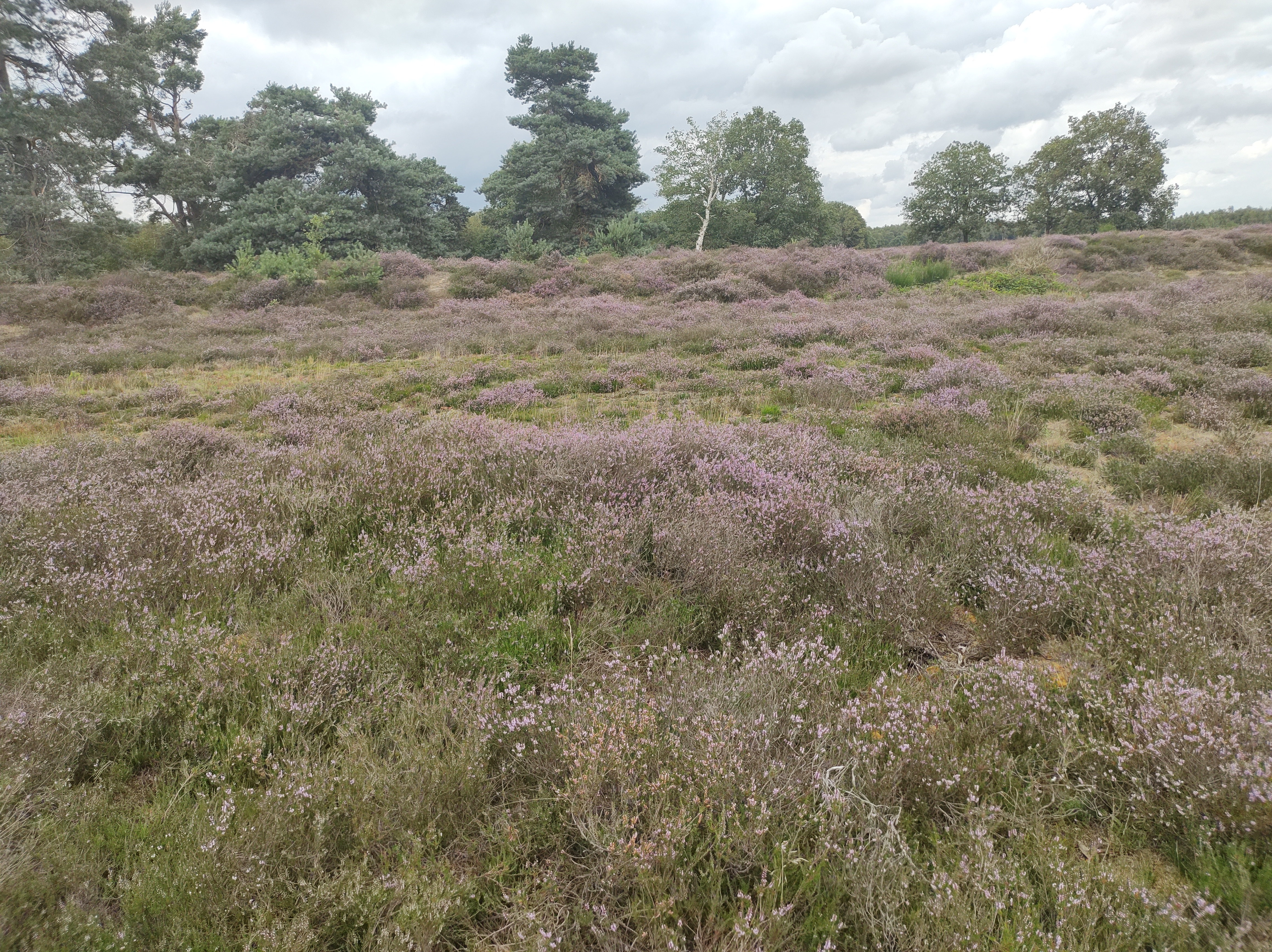
Reijntjesveld op 13 augustus 2023

Het Reijntjesveld is een bos- en heigebied in de Nederlandse gemeente Midden-Drenthe. Het natuurgebied ligt tussen Orvelte en Westerbork aan de Orvelterstraat in die laatste plaats. 
Het gebied wordt beheerd door Staatsbosbeheer. Het Reijntjesveld is vernoemd naar Herman Reijntjes. De directeur van de voormalige vlasfabriek die in de twintigste eeuw in Orvelte gestaan heeft. 

## Flora
Onder invloed van de wind zijn hier stuifheuvels ontstaan. De begroeiing bestaat voornamelijk uit droge heide waar de soorten struikheide, pilzegge en bochtige smele groeien. Daarnaast staan er enkele grote jeneverbesstruiken. In bepaalde stukken is de begroeiing natte heide met de soorten dopheide, veenpluis en pijpenstrootje. Daar waar het het natst is groeit veenmos, kleine veenbes en lavendelheide. In de delen met heischraal grasland groeien de soorten muizenoor, liggend walstro, gewone veldbies en sporadisch kleine tijm en het hondsviooltje.

## Fauna
In de bloemrijke delen van het gebied komen diverse vlindersoorten voor, waaronder de kleine vuurvlinder en de bruine vuurvlinder. Vogelsoorten in het gebied zijn onder andere de boompieper, roodborsttapuit en boomleeuwerik. Ook komt de levendbarende hagedis in het gebied voor.

## Bezienswaardigheid
- IJzertijdboerderij, een nagebouwde boerderij zoals die er in de ijzertijd in dit gebied gestaan hebben